# Azotobacter
Azotobacter ist eine Gattung Gram-negativer Bakterien, die zur Gamma-Gruppe der Proteobakterien gehört. Eine besondere Eigenschaft ist die Diazotrophie, d. h. die Fähigkeit, elementaren Stickstoff (Diazotogen, N2) als Stickstoffquelle für das Wachstum zu nutzen. Es wird geschätzt, das Azotobacter und Azospirillium 10–30 % des gesamten Stickstoff in der Rhizosphäre fixieren. Im Gegensatz zu vielen anderen diazotrophen Bakterien sind Angehörige der Gattung Azotobacter auch in Gegenwart von molekularem Sauerstoff, also unter aeroben Bedingungen, dazu fähig.
Als erstes Bakterium dieser Gattung wurde im Jahre 1901 Azotobacter chroococcum durch Martinus Willem Beijerinck beschrieben.

## Eigenschaften

### Erscheinungsbild
Azotobacter-Zellen sind mit bis zu 4 µm Durchmesser relativ groß. Die meisten Arten sind stäbchenförmig, es treten aber häufig Pleomorphien auf, d. h., die Zellgestalt kann je nach Umgebung oder Zellalter variieren. So sind in jungen Kulturen stäbchenförmige Zellen zu finden, die einzeln oder paarweise auftreten; in älteren Kulturen sind die Zellen dagegen eher kugelförmig (kokkenförmig). Auch kurze Zellketten können auftreten. Einige Arten sind peritrich begeißelt und dadurch zu aktiver Bewegung fähig. Azotobacter-Zellen können Dauerstadien (Zysten) bilden, welche austrocknungs- und UV-resistent, aber – anders als Endosporen anderer Bakterien – hitzeempfindlich sind. Der Aufbau der Lipide, also die Fettsäurezusammensetzung der normalen Zellen unterscheidet sich von dem der Zysten. In vegetativen Zellen, die in der mittleren exponentiellen Phase des Wachstums analysiert werden, sind 75 % der gesamten Fettsäuren mit 16 Kohlenstoff Atomen (C16-Derivate), 4 % sind C14- und 21 % sind C18-Derivate. 70 Prozent der Gesamtlipide werden bei A. vinelandii und bei A. chroococcum während der Zystenbildung durch 5-n-Alkylresorcine und 6-n-Alkylpyrone ersetzt. Diese Moleküle, von denen man früher annahm, dass sie ausschließlich Bestandteile von Pflanzenmembranen sind, kommen nur in den Zysten vor und tragen wahrscheinlich sowohl bei A. vinelandii als auch bei mehreren Stämmen von A. chroococcum zur Austrocknungsresistenz bei.
Einige Arten sondern wasserlösliche Farbstoffe ab.

### Stoffwechsel und Stickstofffixierung
Die Arten der Gattung Azotobacter sind obligat aerob, d. h., sie können nur in Anwesenheit von Sauerstoff stoffwechseln und sich vermehren. Viele verschiedene Kohlenhydrate, Alkohole und organische Säuren werden als Energie- und Baustoffquelle genutzt. Angehörige der Gattung Azotobacter führen keine Fermentation durch, sie sind nonfermentativ. Die Bakterien bilden auf kohlenhydrathaltigen Nährböden dicke Schleimhüllen („Schleimkapseln“) aus Alginat, welches biotechnisch genutzt wird. Azotobacter bildet Polyhydroxybuttersäure (PHB) als Reservestoff.
Ein wichtiges Merkmal von Azotobacter ist die Fähigkeit unter oxischen Bedingungen, d. h. bei Anwesenheit von Sauerstoff, elementaren, molekularen Stickstoff (N2) zu assimilieren. Der Stickstoff wird hierbei von den Bakterien durch ein spezifisches Enzym, eine Nitrogenase, zu Ammoniak reduziert. Diesen Vorgang bezeichnet man als Diazotrophie und die Bakterien als Stickstofffixierer. In den folgenden Schritten wird Ammoniak für die Bildung von Aminosäuren und somit für den Aufbau von Proteinen sowie für die Synthese anderer Stickstoff-haltiger Körperbaustoffe genutzt. Wegen dieser Eigenschaft kann man Azotobacter auf Nährböden ohne Stickstoffverbindungen (z. B. Mannitagar) kultivieren. Für jedes Gramm Glukose, das aufgenommen wird, kann Azotobacter mindestens 10 Milligramm Stickstoff fixieren. Molybdän-Ionen sind für die Stickstofffixierung erforderlich, während Vanadium-Ionen sie teilweise oder ganz ersetzen können. Wird der atmosphärische Stickstoff nicht fixiert, können Nitrate, Ammoniumionen oder Aminosäuren als Stickstoffquelle verwendet werden.
Azotobacter ist andererseits auch in der Lage, ohne N2 zu leben und als Stickstoffquelle einfache Stickstoff-Verbindungen wie Nitrate, Harnstoff oder Ammoniak zu verwerten. Azotobacter kann allerdings auch unter geringen Sauerstoffkonzentrationen stoffwechseln und wachsen, unter diesen Umständen findet eine erhöhte Stickstofffixierung statt.
Nitrogenase ist stark sauerstoffempfindlich. Daher ist es verwunderlich, dass Azotobacter in der Lage ist, N2 unter normalen Sauerstoffkonzentrationen zu fixieren. Vermutlich wird die Sauerstoffkonzentration innerhalb der Zelle durch eine intensive Atmung, d. h. durch einen intensiven Energiestoffwechsel, sowie durch eine Schleimkapsel gering gehalten. Es ist bekannt, dass Nitrogenase zur Funktion Eisen und Molybdän benötigt. Azotobacter chroococcum war eines der ersten Bakterien, bei denen gefunden wurde, dass bei Molybdänmangel auch so genannte alternative Nitrogenasen genutzt werden, die statt Molybdän Vanadium oder sogar nur Eisen enthalten. Diese auch bei anderen Bakterien (z. B. Rhodobacter capsulatus und einigen Blaualgen) gefundenen alternativen Nitrogenasen werden nur unter Molybdän-Mangel gebildet.

## Ökologie
Azotobacter und andere stickstofffixierende Bakterien sind von großer ökologischer Bedeutung, da sie den für Eukaryonten nicht nutzbaren elementaren Stickstoff (N2) binden und somit wieder in den Stickstoffkreislauf einführen. Bakterien, die in der Lage sind, N2 zu binden, werden als diazotroph bezeichnet.
Obwohl Azotobacter zu den frei lebenden Stickstofffixierern zählt, und somit nicht wie einige andere Diazotrophe auf Symbiosen angewiesen ist, um N2 zu binden, kommen einige Arten häufiger in der Umgebung von Pflanzenwurzeln (Rhizosphäre) als im freien Boden vor. Die Pflanze und das Bakterium sind für das Überleben nicht direkt aufeinander angewiesen, es handelt sich also nicht um einen obligaten Mutualismus, man spricht hierbei von einer assoziativen Symbiose. Eventuell profitiert die Pflanze durch Aufnahme der durch Stickstofffixierung gebildeten Stickstoffverbindungen, die Bakterien wiederum von der durch die Pflanze geschaffenen nährstoffreichen Umgebung. Man findet Bakterien dieser Gattung hauptsächlich in neutralen oder leicht alkalischen Böden, Azotobacter chroococcum und A. vinelandii auch im Meerwasser.
Azotobacter chroococcum lebt auch epiphytisch auf Pflanzen, man findet das Bakterium häufig auf Blattoberflächen. Azotobacter paspali (jetzt Azorhizophilus paspali) findet man auf der Wurzeloberfläche (Rhizosphäre) des Süßgrases Paspalum. Hierbei handelt es sich wahrscheinlich um eine stark artspezische Beziehung, das Bakterium wurde nur bei wenigen Arten des Grases (z. B. P. plicatulum) gefunden.

## Unterschiede zu einigen anderen Stickstofffixierern
Viele der freilebenden Stickstofffixierer können ausschließlich bei geringer Konzentration von Sauerstoff oder nur in anoxischem Milieu, also gänzlichem Ausschluss von Sauerstoff, N2 fixieren. Azomonas ist eine eng verwandte Gattung und ist ebenfalls in der Lage, unter normalen Sauerstoffkonzentrationen N2 zu binden. Bakterien dieser Gattung bilden allerdings im Gegensatz zu Azotobacter keine Zysten und leben meist im Wasser. Des Weiteren kann Azotobacter Harnstoff als Stickstoffquelle nutzen, wozu Azotomonas nicht in der Lage ist. Derxia und Beijerinckia sind weitere freilebende Stickstofffixierer und treten in sauren Böden auf, Azotobacter dagegen bevorzugt neutrales oder schwach alkalisches Milieu. In den Zellketten einiger Vertreter der Cyanobakterien findet man spezielle Zellen zur Stickstofffixierung, die so genannten Heterozysten, welche durch eine verdickte Zellwand geschützt sind.
Die gut untersuchten Knöllchenbakterien (Rhizobien) sind symbiotische Stickstofffixierer und können N2 nur innerhalb von der Pflanze gebildeten Zellen binden. Die Sauerstoffkonzentration wird hierbei durch die Pflanze niedrig gehalten.

## Etymologie
Der Name besteht aus zwei Teilen: Der erste bezieht sich auf die Fähigkeit des Bakteriums, elementaren Stickstoff (Distickstoff, N2) als Stickstoffquelle zu nutzen: französisch azote für Stickstoff (Azotogenium) entsprechend altgriechisch ἀ ohne und ζωή zoe Leben. Der zweite Teil besagt, dass Azotobacter ein Bakterium ist: altgriechisch βακτήριον (bakterion) Stäbchen, verkürzt –bacter.

## Systematik und Synonyme
Von einigen Autoren werden Azotobacter und Azomonas auch als Mitglieder der Familie Azotobacteraceae (auch mit i geschrieben: Azotobacteriaceae) angesehen. Weiterhin werden die Gattungen Azotobacter, Azorhizophilus und Azomonas von einigen Autoren in der Azotobacter-Gruppe (Azotobacter group) zusammengefasst.
Einige Arten:
- Azotobacter armeniacus Thompson and Skerman 1981
- Azotobacter beijerinckii Lipman 1904
- Azotobacter chroococcum Beijerinck 1901
  - Azotobacter chroococcum subsp. chroococcum (Beijerinck 1901) Jin et al. 2020
  - Azotobacter chroococcum subsp. isscasi Jin et al. 2020
- Azotobacter nigricans Krassilnikov 1949
  - Azotobacter nigricans subsp. achromogenes Thompson and Skerman 1981
  - Azotobacter nigricans subsp. nigricans Krassilnikov 1949
- Azotobacter salinestris Page and Shivprasad 1991
- Azotobacter vinelandii Lipman 1903

Einige Synonyme:
- Azotobacter macrocytogenes ist das Basionym von Azomonas macrocytogenes (Jensen 1955) New and Tchan 1982
- Synonyme für Azotobacter chroococcum: Bacillus chroococcus und Bacillus azotobacter
- Azotobacter paspali Döbereiner 1966 wurde zu der Gattung Azorhizophilus gestellt, der korrekte Name lautet nun Azorhizophilus paspali (Döbereiner 1966) Thompson and Skerman 1981. Diese Umstellung erfolgte aufgrund einiger starken Unterschiede zu anderen Azotobactern. Teilweise wurden Zellformen von verhältnismäßig langen Stäbchen (60 μm)  in stickstofffreien Kulturen beobachtet. Weiterhin wurde diese Art ausschließlich in Rhizosphären, im Gegensatz zu den anderen auch frei im Boden lebende Arten gefunden. Außerdem beobachtet man bei Kulturen von dieser Art Säureproduktion. Diese Umstellung wurde allerdings aufgrund von anderen Arbeiten bezüglich der Taxonomie[16][17] wieder in Frage gestellt.